# Yoshikatsu Kawaguchi
Yoshikatsu Kawaguchi (川口 能活?, Kawaguchi Yoshikatsu; Fuji, 15 agosto 1975) è un ex calciatore giapponese, di ruolo portiere.

## Biografia
Ha iniziato a praticare il calcio all'età di 9 anni sotto l'influenza del fratello maggiore, oltre al fatto che era un fan del manga Captain Tsubasa. Si è unito al club di calcio del suo liceo, lo Shiritsu Shimizu Shōgyō della prefettura di Shizuoka, giocando nella 70ª edizione della All Japan High School Soccer Tournament, venendo eliminati a causa della sconfitta contro il liceo Jitsugyo. Due anni dopo Kawaguchi partecipa nuovamente al torneo nella 72ª edizione, battendo questa volta il Jitsugyo ai rigori. Kawaguchi parò il tiro di Yoshitaka Fujisaki dal dischetto, che è stato fondamentale per la vittoria; infine vince il campionato scolastico battendo in finale il campione in carica, il liceo Kumini.

## Carriera

### Club

#### Yokohama F·Marinos
Finiti gli studi, si è unito al Yokohama F·Marinos. Fa il suo debutto in J1 League, la prima divisione del calcio giapponese, il 26 aprile 1995 giocando come titolare per tutta la partita contro il Kashiwa Reysol vincendo per 1-0, giocando come titolare per quasi tutto il campionato ottenendone la vittoria. Vincerà anche l'edizione 2000 avendo giocato tutte le partite, a eccezione della vittoria per 3-2 contro il Verdy Kawasaki e la sconfitta per 4-0 contro il Júbilo Iwata dove a sostituirlo è stato Tatsuya Enomoto. Otterrà nel 2011 la vittoria della Coppa del Giappone anche se non disputerà la finale vinta per 3-1 contro il Júbilo Iwata, l'estremo difensore è stato Enemoto.

#### Portsmouth e Nordsjælland
Nel 2001 si è trasferito in Inghilterra dal Portsmouth, firmando un contratto di 1,8 milioni di sterline. Il suo debutto è avvenuto il 3 novembre battendo per 3-2 il Sheffield Wednesday, tuttavia non è riuscito ad adattarsi ai livelli della Premier League, lasciando il posto da titolare a Dave Beasant. La sua ultima partita nel campionato inglese l'ha disputata il 4 maggio 2003 prevalendo per 5-0 contro il Bradford City entrando in partita nel secondo tempo.
Dopo questa parentesi inglese si è spostato in Danimarca col Nordsjælland, il 15 ottobre giocherà la sua unica partita con la squadra, in Coppa UEFA perdendo per 1-0 contro il Paniōnios.

#### Júbilo Iwata
La stagione dopo ritorna in Giappone con il Júbilo Iwata, la sua prima partia l'ha giocata il 10 aprile 2005 perdendo per 1-0 contro il FC Tokyo. Disputerà una partita contro il Suwon Samsung nella AFC Champions League perdendo per 2-1. Vincerà l'edizione 2010 della Coppa del Giappone giocando per tutta la partita come titolare battendo per 5-3 il Sanfrecce Hiroshima, parando anche un rigore di Tomoaki Makino. Tale vittoria permetterà alla squadra di disputare contro l'Independiente la Coppa Suruga Bank, Kawaguchi ha giocato in mezzo ai pali e la partita finirà per 2-2 e ai rigori, e il Júbilo Iwata vincerà per 4-2. Il 7 dicembre 2013 giocherà la sua ultima partita in prima divisione vincendo per 3-1 contro l'Oita Trinita.

#### FC Gifu e Sagamihara
Nel 2014 va a giocare nella seconda serie giapponese, la J2 League con la maglia del FC Gifu, scegliendo la maglia numero 22, la sua prima partita la disputerà contro il Kamatamare Sanuki vincendo per 3-1, nella stagione successiva troverà poco spazio in squadra la quale si affiderà di più a Gakuji Ota e Satoshi Tokizawa. Dopo due anni va a giocare nella terza lega giapponese (la J3 League) con la maglia del Sagamihara, diventandone il capitano, il 8 maggio 2016 giocherà la sua prima partita pareggiando per 2-2 contro il Blaublitz Akita. Militerà nella squadra per tre stagioni, le sue apparizioni in campo saranno sempre più rare finché non si ritirerà come calciatore professionista, disputando la sua ultima partita, nella giornata finale del campionato, il 2 dicembre 2018 con una vittoria per 1-0 contro il Kagoshima United.

### Nazionale
È stato convocato nel 1996 per partecipare con la Nazionale Olimpica del Giappone ai Giochi di Atlanta. Il Giappone non supera la fase a girone, benché abbia comunque fatto un'ottima prestazione con un bilancio di una sconfitta, perdendo per 2-0 contro la Nigeria, e due vittorie prevalendo per 3-2 sull'Ungheria e per 1-0 contro il Brasile, in quest'ultima vittoria in particolare Kawaguchi ha fatto un'ottima partita benché gli avversari potessero contare su una rosa di giocatori titolati il portiere giapponese con le sue ottime parate non ha permesso alla squadra rivale di segnare nemmeno una rete.
Debutta in nazionale maggiore durante le qualificazioni per il Mondiale in Francia il 23 marzo 1997 nella vittoria per 1-0 contro l'Oman, inoltre giocherà l'ultima partita delle qualificazioni, quella determinante per ottenere l'accesso al mondiale, che vedrà come avversario l'Iran, vincendo per 3-2 ottenendo la prima storica qualificazione alla Coppa del Mondo. Giocherà come titolare in tutte e tre le partite dove il Giappone sarà eliminato dal suo girone perdendo per 1-0 contro la Croazia e l'Argentina, e per 2-1 contro la Giamaica, nonostante tutto ha fatto delle buone partite e nonostante fosse stata la loro prima esperienza nel mondiale, grazie alle parate di Kawaguchi i nipponici hanno sempre perso concedendo agli avversari un solo gol di vantaggio.
Nel 2000 vincerà la Coppa d'Asia 2000 e nella finale, nonostante l'offensiva aggressiva dell'Arabia Saudita farà sì che la sua porta rimanga inviolata e il Giappone vincerà per 1-0. Il 15 agosto 2001 allo Shizuoka Stadium giocherà come titolare vincendo per 3-0 contro l'Australia la AFC-OFC Challenge Cup. Con la nazionale giocherà alla Confederations Cup e il Giappone si classificherà al 2º posto, Kawaguchi in quattro partite subirà una sola rete, che però gli sarà fatale condannando il Giappone alla sconfitta in finale contro la Francia a opera di Patrick Vieira per 1-0.
Viene convocato per giocare alla Coppa del Mondo casalinga, Giappone-Corea del Sud 2002 rimanendo però in panchina dato che il portiere titolare sarà Seigō Narazaki. Vincerà anche la Coppa d'Asia 2004, in particolare la Giordania creerà dei problemi ai quarti di finale che si sono conclusi con un pareggio per 1-1, e ai rigori la squadra avversaria si porterà in vantaggio specialmente per via degli sbagli di Shunsuke Nakamura e Alex, ma proprio quando la Giordania sembrava sul punto di vincere Kawaguchi salverà la sua squadra parando i tiri di Haitham Al-Shboul e Anas Al-Zboun e il Giappone vincerà per 4-3. Nella finale contro la Cina farà delle buone parate e il Giappone prevarrà per 3-1: Kawaguchi è stato il primo portiere nella storia del Giappone a vincere due finali nella coppa continentale.
Viene convocato per giocare all'edizione 2005 della Confederations Cup e per merito delle sue parate il Giappone batterà per 1-0 la Grecia, campione d'Europa, ma a causa del pareggio per 2-2 contro il Brasile e della sconfitta per 2-1 contro il Messico, la squadra nipponica verrà eliminata dal girone. Giocherà ancora una volta come titolare al mondiale, Germania 2006 prendendo parte a tutte e tre le partite, il Giappone viene eliminato nel girone perdendo per 3-1 contro l'Australia e per 4-1 contro il Brasile, pareggerà per 0-0 contro la Croazia dove Kawaguchi parerà un rigore di Darijo Srna.
Giocherà varie amichevoli nel 2007 vincendo alcune partite come quella per 4-3 contro la Svizzera e quella per 2-0 contro il Perù, sempre nello stesso anno viene convocato per giocare alla Coppa d'Asia 2007 dove il Giappone perde la semifinale contro l'Arabia Saudita per 3-2, non ottenendo nemmeno il 3º posto avendo perso contro la Corea del Sud per 6-5 ai rigori.
Durante le qualificazioni per il mondiale Sudafrica 2010 giocherà la sua ultima partita con la maglia della nazionale il 19 novembre 2008 nella vittoria per 3-0 contro il Qatar; durante il mondiale resterà sempre in panchina infatti l'estremo difensore in tutte le partite sarà Eiji Kawashima.
Conta 116 presenze con il Giappone, risultando essere uno dei giocatori con più apparazioni della selezione nipponica.

## Palmarès

### Club
- Campionato giapponese: 2

Yokohama: 1995, 2000
- J. League Cup: 2

Yokohama: 2001
Júbilo Iwata: 2010
- Coppa Suruga Bank: 1

Júbilo Iwata: 2011

### Nazionale
- Coppa d'Asia: 2

2000, 2004,
- AFC-OFC Challenge Cup: 1

2001

### Individuale
- Miglior giovane della J.League: 1

1995
- Premio Fair-Play del campionato giapponese: 1

2008